# Challenger de Ortisei 2013
El Sparkasse ATP Challenger 2013 fue un torneo de tenis profesional que se jugó en pistas duras. Se trató de la 4ª edición del torneo que forma parte del ATP Challenger Tour 2013 . Tuvo lugar en Ortisei, Italia entre el 4 y 10 de noviembre de 2013.

## Jugadores participantes del cuadro de individuales

### Cabezas de serie
| Favorito | País                        | Jugador             | Rank1 | Posición en el torneo |
| -------- | --------------------------- | ------------------- | ----- | --------------------- |
| 1        | Bandera de Italia           | Andreas Seppi       | 25    | CAMPEÓN               |
| 2        | Bandera de Polonia          | Michał Przysiężny   | 65    | Primera ronda         |
| 3        | Bandera de Israel           | Dudi Sela           | 70    | Primera ronda         |
| 4        | Bandera de Alemania         | Benjamin Becker     | 73    | Cuartos de final      |
| 5        | Bandera de Rusia            | Teimuraz Gabashvili | 95    | Semifinales           |
| 6        | Bandera de los Países Bajos | Jesse Huta Galung   | 102   | Segunda ronda         |
| 7        | Bandera de Italia           | Matteo Viola        | 125   | Cuartos de final      |
| 8        | Bandera de Canadá           | Frank Dancevic      | 132   | Cuartos de final      |

- 1 Se ha tomado en cuenta el ranking del 28 de octubre de 2013.

### Otros participantes
Los siguientes jugadores recibieron una invitación (wild card), por lo tanto ingresan directamente al cuadro principal (WC):
- Matteo Donati
- Farrukh Dustov
- Patrick Prader
- Andreas Seppi

Los siguientes jugadores ingresan al cuadro principal tras disputar el cuadro clasificatorio (Q):
- Richard Becker
- Andrés Artuñedo
- Nikola Mektic
- Alexander Ritschard

El siguiente jugador ingresó al cuadro principal como exención especial (SE):
- Tim Puetz

## Campeones

### Individual Masculino
- Andreas Seppi derrotó en la final a  Simon Greul 7–64, 6–2.

### Dobles Masculino
- Christopher Kas /  Tim Puetz derrotaron en la final a  Benjamin Becker /  Daniele Bracciali 6–2, 7–5